# コンカイワシ
コンカイワシは、石川県の伝統的な食材。イワシの糠漬けである。糠いわしとも呼ばれる。

## 概要
石川県は、降雪はあるものの冬の気温は適度に低く、夏は高温多湿になる独特の気候風土であり、この気候風土を生かして発酵食文化が根づいており、なれずし、かぶらずしといった発酵を活かした郷土料理も多い。コンカイワシはそういった石川県の発酵食品の代表格とされる。
コンカイワシは、イワシをぬか漬けにした伝統発酵料理であり、冷蔵技術がない時代に大量に獲れるイワシの保存手段として普及した。

## 作り方
内臓を取ったイワシを塩漬けにした後に米ぬかに漬けて発酵させる。
福井県のへしこと同じ。

## 利用方法
焼いて食べるのが一般的であるが、様々な調理法で食されている。
コンカイワシの出汁で大根の刻み葉を食する菜汁。スライスしたコンカイワシを酢にくぐらせて食べる刺身。べか鍋。
奥能登ではコンカイワシでフルコースができるともいわれるほど食べ方がある。